# 1897 na arte

## Nascimentos
| Data           | Nome             | Profissão                  | Nacionalidade                              | Observações | Ref |
| -------------- | ---------------- | -------------------------- | ------------------------------------------ | ----------- | --- |
| 2 de maio      | Adolf Hyła       | pintor e professor de arte | Império Austro-Húngaro (Polónia)           | m. 1965     |     |
| 13 de novembro | Cottinelli Telmo | arquitecto e cineasta      | Reino Unido de Portugal, Brasil e Algarves | m. 1948     |     |
| ??             | Guilherme Filipe | pintor                     | Reino Unido de Portugal, Brasil e Algarves | m. 1971     |     |

## Mortes
| Data | Nome | Profissão | Nacionalidade | Observações | Ref |
| ---- | ---- | --------- | ------------- | ----------- | --- |